# 拼五棋
拼五棋（Andantino），是David Smith在1995年推出的兩人棋類遊戲，與拼六棋類似。

已結束的拼五棋，白方因包圍黑方一子而獲勝。

## 棋具
- 六角型棋片，以兩色區分敵我，數量無限。
- 不需棋盤便可遊戲。

## 規則
- 初始佈置為兩方各一枚棋塊以一邊相連。
- 輪流放一棋片，放時需鄰邊必須至少與已在場上的兩塊棋塊接觸。
- 有兩種狀態可獲勝：
  - 己方棋片連成五塊以上的直線。
  - 己方棋塊包圍對方棋片[2][3]。

## 外部連結
- 遊戲介紹 （页面存档备份，存于）
- 遊戲下載 （页面存档备份，存于）